# Ponte Mílvia
A Ponte Mílvia (ou Múlvia) (em italiano:  Ponte Molle ou Ponte Milvio, latim: Pons Milvius ou Pons Mulvius), ao norte de Roma, é uma das mais importantes pontes que cruzam o Rio Tibre.
A ponte foi construída pelo cônsul Caio Cláudio Nero, em 206 a.C., depois que o mesmo derrotou o exército cartaginês na Batalha do Metauro. Em 109 a.C. o censor Marco Emílio Escauro demoliu-a e construiu uma nova ponte, feita de pedra, no mesmo lugar. Em 312 d.C., o imperador romano Constantino derrotou seu rival mais poderoso, Magêncio, próximo a esta ponte, na célebre Batalha da Ponte Mílvia.
Durante a Idade Média, a ponte foi renovada por um monge chamado Acúcio, e em 1429 o Papa Martinho V pediu a um famoso arquiteto, Francesco da Genazzano, que consertasse a ponte, à beira do colapso então. Durante os séculos XVIII e XIX a ponte foi modificada por dois artistas, Giuseppe Valadier e Domenico Pigiani.

## Cadeados na ponte
Já há algum tempo existe o hábito entre jovens apaixonados da cidade de prender um cadeado sobre o poste de iluminação central da ponte e jogar as suas chaves no Tibre. Em julho de 2007, após a quebra do poste, causa pelo peso excessivo da quantidade enorme de cadeados, a prefeitura de Roma instalou pilares próximos a cada um dos postes de iluminação, sobre os quais estão penduradas correntes onde podem ser pendurados os cadeados, preservando assim a integridade dos postes.
Embora não seja conhecida a origem da tradição, pensa-se que foi Frederico Moccia, o autor do romance de culto "Ho voglia di te" (quero-te) que terá sido o ponto de partida para esta recente tradição.
De acordo com o romance do autor italiano, um jovem casal escreve os seus nomes num cadeado que depois ata em volta de um dos candeeiros da Ponte Milvio. De seguida beijam-se e lançam a chave às águas do Tibre, tal e qual se faz hoje em dia na vida real.
Em dezembro de 2011, as autoridades romanas decretaram que todos os cadeados acumulados serão retirados.
As autoridades camarárias explicam que se trata de uma questão de segurança, pois o peso do metal pode prejudicar as fundações da 'ponte do amor'.